# HMAS Norman (G49)
HMAS Norman (G49/D16) là một tàu khu trục lớp N đã phục vụ cùng Hải quân Hoàng gia Australia trong Chiến tranh Thế giới thứ hai. Được chế tạo tại Scotland vào năm 1939-1940 và nhập biên chế với một thủy thủ đoàn người Australia, Norman được đặt hàng và vẫn dưới quyền sở hữu bởi chính phủ Anh Quốc. Nó từng tham gia Chiến dịch Vigorous và Trận Madagascar, nhưng trải qua hầu hết thời gian từ năm 1942 đến đầu năm 1945 tuần tra một các bình yên tại Ấn Độ Dương. Đến tháng 1 năm 1945, nó tham gia Mặt trận Miến Điện trước khi được điều từ Hạm đội Đông sang Hạm đội Thái Bình Dương. Trong tháng 4 và tháng 5, Norman tham gia Trận Okinawa, và trải qua thời gian còn lại của chiến tranh tuần tra tại đảo Manus. Sau khi chiến tranh kết thúc, Norman được hoàn trả cho Anh vào tháng 10 năm 1945. Nó không được cho hoạt động trở lại và bị tháo dỡ vào năm 1958.

## Thiết kế và chế tạo
Lớp tàu khu trục N có trọng lượng choán nước tiêu chuẩn 1.760 tấn Anh (1.790 t), và lên đến 2.550 tấn Anh (2.590 t) khi đầy tải. Nizam có chiều dài ở mực nước là 229 foot 6 inch (69,95 m) và chiều dài chung 356 foot 6 inch (108,66 m), mạn thuyền rộng 35 foot 8 inch (10,87 m) và chiều sâu tối đa của mớn nước là 16 foot 4 inch (4,98 m). Động lực được cung cấp bởi ba nồi hơi Admiralty nối liền với hai turbine hơi nước hộp số Parsons và dẫn động hai trục chân vịt, cho phép có được tổng công suất 40.000 shp (30.000 kW). Norman có thể đạt tốc độ tối đa 36 hải lý trên giờ (67 km/h; 41 mph); thủy thủ đoàn của con tàu bao gồm 226 sĩ quan và thủy thủ.
Vũ khí của con tàu bao gồm sáu khẩu QF 4,7 in (120 mm) Mark XII trên ba tháp pháo nòng đôi, một khẩu QF 4 in (100 mm) Mark V, một khẩu đội QF 2 pounder "pom-pom" phòng không bốn nòng, bốn pháo Oerlikon 20 mm phòng không, bốn súng máy Vickers.50 inch trên bệ bốn nòng, bốn súng máy Lewis.303, mười ống phóng ngư lôi 21 inch (533 mm) trên hai bệ năm nòng, hai máy phóng và một đường ray thả mìn sâu với 45 quả mìn được mang theo. Khẩu pháo 4 inch của Norman sau này được tháo dỡ.
Norman được đặt lườn tại xưởng tàu của hãng John I. Thornycroft & Company ở Southampton, Anh Quốc vào ngày 27 tháng 7 năm 1939. Chiếc tàu khu trục được hạ thủy vào ngày 30 tháng 10 năm 1940, và nhập biên chế cùng Hải quân Hoàng gia Australia vào ngày 15 tháng 9 năm 1941. Cho dù nhập biên chế như một tàu Australia, Norman vẫn là một tài sản của Hải quân Hoàng gia Anh. Con tàu được đặt tên theo người Norman, và với phí tổn tổng cộng 402.939 Bảng Anh.

## Lịch sử hoạt động
Norman quay trở về Sydney vào tháng 10 năm 1945, được cho ngừng hoạt động và hoàn trả cho Hải quân Hoàng gia Anh để đổi lấy chiếc tàu khu trục lớp Q HMAS Queenborough. Norman không được cho tái hoạt động; thay vào đó, nó bị bán vào năm 1955 và bị tháo dỡ vào năm 1958.